# Добровольський Юрій Антонович
Юрій Антонович Добровольський (нар. 5 (18) лютого 1911, Бєльці — 30 квітня 1979, Всеволозьк) — льотчик-випробувач, Герой Радянського Союзу (1956).

## Біографія
Народився 5 (18) лютого 1911 року в місті Бєльці (нині — Республіка Молдова). Росіянин. Працював хіміком-лаборантом на тютюновій фабриці в Ростові-на-Дону. У 1930 році закінчив Ростовський аероклуб, в 1931 році — Ростовську школу пілотів Тсоавіахіму, залишений в ній льотчиком-інструктором. У 1932 році закінчив Тамбовську школу пілотів ЦПФ.
В Червоній армії з листопада 1932 року. Був льотчиком 8-го окремого авіазагону військ ОДПУ (м. Ростов-на-Дону), з квітня 1937 року — командир ланки 4-й авіаескадрильї прикордонних військ (Туркменістан). З січня 1939 лейтенант Ю. О. Добровольський — в запасі.
Працював контролером ВТК на Ростовському автоскладальному заводі. З грудня 1940 року — начальник льотно-випробувальної станції Ростовського авіазаводу, який будувався. У листопаді 1941 року завод було евакуйовано в місто Баку. У квітні-червні 1942 — начальник льотно-випробувальної станції Ростовського авіаремонтного заводу. З червня 1942 року — льотчик транспортного загону та заступник начальника льотно-випробувальної станції авіазаводу № 82 (Тушино).
У 1943—1946 роках — льотчик-випробувач авіазаводу № 82 (Тушино). Випробував серійні винищувачі Як-7, Як-9 та їх модифікації. У 1946—1956 роках — льотчик-випробувач авіазаводу № 18 (Куйбишев). Випробував серійні штурмовики Іл-10, бомбардувальники Ту-4, Ту-95 і їх модифікації.
24 квітня 1956 року після виконання випробувального польоту на стратегічному бомбардувальнику Ту-95 (командир — Ю. А. Добровольський, 2-й пілот — Г. Л. Черкасов, штурман-навігатор — Т. Г. Провоторов, штурман-оператор — А. А. Русаневич) не вийшла одна з стійок шасі. Командир екіпажу майстерно виконав аварійну посадку на дві опори шасі. Літак одержав мінімальні пошкодження і незабаром був відновлений.
За мужність і героїзм, проявлені при випробуванні нової авіаційної техніки, Указом Президії Верховної Ради СРСР від 22 червня 1956 року льотчику-випробувачу Добровольському Юрію Антоновичу присвоєно звання Героя Радянського Союзу з врученням ордена Леніна і медалі «Золота Зірка» (№ 10793).
Після відходу з льотної роботи жив в селищі Лоо (в межі міста Сочі) Краснодарського краю, в останні роки життя — в місті Всеволозьк Ленінградської області. Помер 30 квітня 1979 року.

## Звання, нагороди, пам'ять
Льотчик-випробувач 1-го класу (1953), лейтенант (1937). Нагороджений орденами Леніна (1956), Вітчизняної війни 1-го ступеня (1944), Червоної Зірки (1945), медалями.
На будинку у Всеволозьку, де він жив, встановлена меморіальна дошка. Його ім'ям названо проспект у Всеволозьку в мікрорайоні Южний.